# Campus Central da Pontifícia Universidade Católica de Campinas

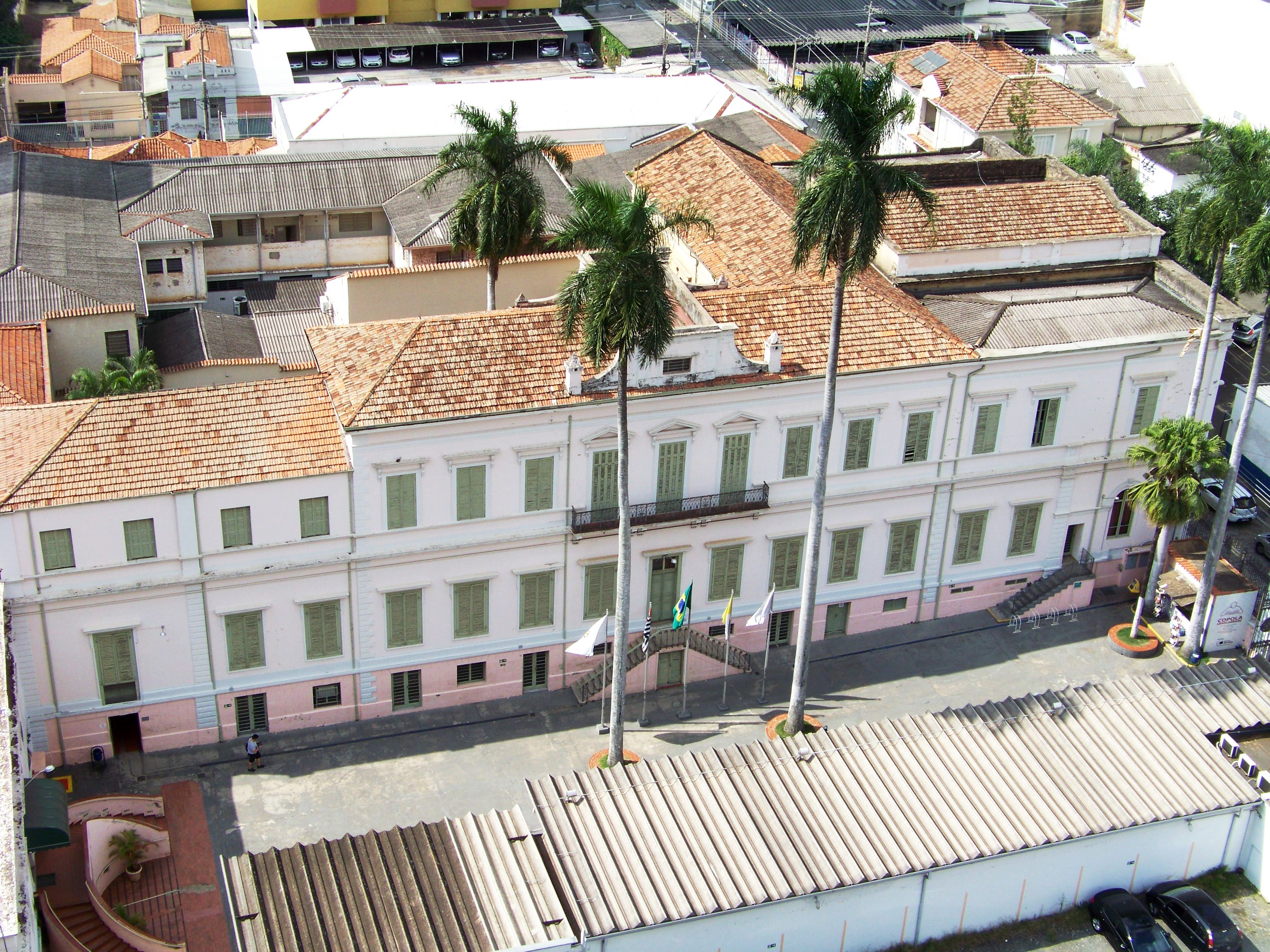
Solar do Barão de Itapura (Campus Central)

O Campus Central da Pontifícia Universidade Católica de Campinas (PUC-Campinas) — também conhecido por Pátio dos Leões — é um dos três campi da universidade. Está localizado na Rua Marechal Deodoro, no centro da cidade paulista de Campinas.

## História
O prédio onde está instalado o Campus Central, o antigo Solar do Barão de Itapura, é um local histórico para a PUC-Campinas. Adquirido em 1880, por Joaquim Policarpo Aranha, o barão de Itapura, o prédio permaneceu na família do barão até 1902, quando foi doado à Arquidiocese de Campinas pela filha e  herdeira de Joaquim Policarpo Aranha, Isolethe Augusta de Souza Aranha.
Em 1941, a Faculdade de Ciências, Filosofia e Letras, a primeira das Faculdades Campineiras (que em 1955 dariam origem à Universidade Católica de Campinas) foi instalada no antigo Solar do Barão (o qual também serviu de sede para PUC-Campinas quando esta foi fundada).
O local, de reconhecido valor histórico, obra do construtor italiano Luigi Pucci, foi tombado pelo Conselho de Defesa do Patrimônio Histórico (Condephaat) em 1983 e pelo Conselho de Defesa do Patrimônio Histórico, Artístico e Cultural de Campinas (Condepacc) em 1988.
Atualmente, apenas a Faculdade de Direito (parte do Centro de Ciências Humanas e Sociais Aplicadas - CCHSA) está instalada neste campus, utilizando apenas prédios anexos ao antigo Solar do Barão de Itapura, visto que este foi interditado pela universidade "para impedir e evitar a sua deterioração", segundo o pró-reitor de administração da PUC-Campinas, Ricardo Pannain.
A universidade está construindo um novo prédio para abrigar a Faculdade de Direito, dentro do Campus I da PUC-Campinas. Assim que o prédio for desocupado, ele deve passar por uma grande restauração e a ideia da universidade é transformar o Solar do Barão em um espaço cultural da cidade. Essa mudança da Faculdade de Direito e a nova destinação do Pátio dos Leões divide opiniões entre o corpo discente, corpo docente e a comunidade campineira.

## Instalações

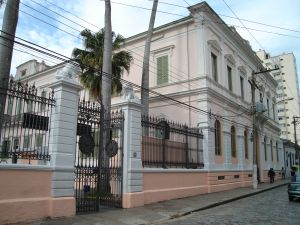
Antigo Solar do Barão de Itapura - Entrada do Campus Central.

Apesar de ser o menor campus da PUC-Campinas, no Campus Central estudam todos os alunos do curso de direito, que possui 480 vagas anuais (cujo ingresso se dá através de dois vestibulares semestrais com 240 vagas cada). Para o desenvolvimento das atividades acadêmicas dessa faculdade, o campus conta com laboratórios de informática, uma biblioteca e a Assistência Judiciária Dr. Carlos Foot Guimarães que, apesar de não fazer parte do campus, é administrada por ele.

### Localização do campus
| Unidade | Endereço                   | Bairro | Geocoordenadas              |
| ------- | -------------------------- | ------ | --------------------------- |
| Central | Rua Marechal Deodoro, 1099 | Centro | 22°54'02.01"S 47°03'40.71"W |